# Trachea dinawa
Trachea dinawa är en fjärilsart som beskrevs av Bethune-Baker 1906. Trachea dinawa ingår i släktet Trachea och familjen nattflyn. Inga underarter finns listade i Catalogue of Life.